# Северный центр судостроения и судоремонта
ОАО «Северный центр судостроения и судоремонта» (ОАО «СЦСС») — дочерний субхолдинг ОАО «Объединённая судостроительная корпорация», учрежденный Указом Президента Российской Федерации от 21 марта 2007 года.
Деятельность ОАО «СЦСС» заключается в управлении интегрированными в неё компаниями. По сути компания заменила собой образованный ранее Государственный Российский центр атомного судостроения (ГРЦАС).

## Интегрированные компании
- ОАО "Производственное объединение «Северное машиностроительное предприятие» (89,09 % акций[1])
- ОАО "Центр судоремонта «Звездочка» (97,046 % акций)
- ОАО "Северное производственное объединение «Арктика» (86,146 % акций)
- ОАО "Конструкторское бюро «Рубин-Север» (100 % минус 1 акция)
- ОАО «Специальное конструкторско-технологическое бюро по электрохимии с опытным заводом» (100 % минус 1 акция)

## Руководство
Председатель совета директоров:
- Поспелов, Владимир Яковлевич — член военно-промышленной комиссии при Правительстве Российской Федерации

Члены совета директоров:
- Стругов, Леонид Васильевич — директор Департамента судостроительной промышленности и морской техники Минпромторга России
- Калистратов, Николай Яковлевич — генеральный директор ОАО "Производственное объединение «Северное машиностроительное предприятие»
- Никитин, Владимир Семенович — генеральный директор ОАО "Центр судоремонта «Звездочка»
- Телепнев, Александр Иванович — генеральный директор ОАО "Северное производственное объединение «Арктика»
- Максименко, Владимир Михайлович — начальник отдела Федерального агентства по управлению государственным имуществом
- Шлемов, Анатолий Федорович — руководитель направления по государственному оборонному заказу ОАО «Объединенная судостроительная корпорация»
- Шуляковский, Олег Борисович — бывший генеральный директор ОАО «Балтийский завод»
- Цветков, Юрий Александрович — вице-президент ОАО «Совкомфлот»
- Фоменко, Владимир Георгиевич — генеральный директор ОАО «Северный центр судостроения и судоремонта»
- Яцук, Александр Егорович — генеральный директор ОАО «Специальное конструкторско-технологическое бюро по электрохимии с опытным заводом»

Одиннадцать человек, входящих в состав совета директоров, и образуют собой весь штат сотрудников данной организации.